# José Luis Cano García de la Torre
José Luis Cano (Algeciras, 28 de diciembre de 1911-Madrid, 15 de febrero de  1999) fue un escritor y crítico español. 

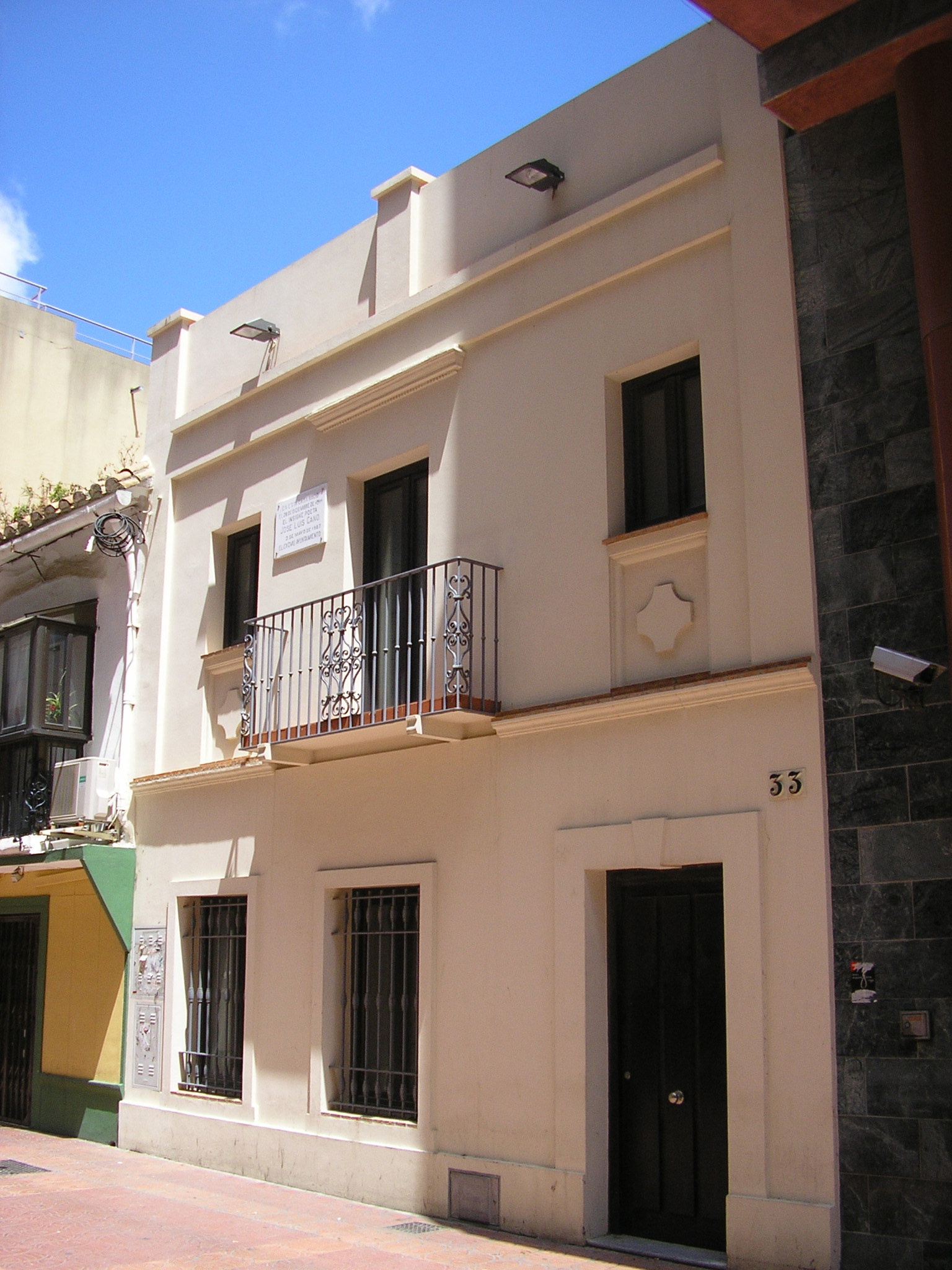
Casa natal de José Luis Cano en la calle Regino Martínez (conocida como calle Ancha) de Algeciras

Se le considera uno de los mejores conocedores de la poesía de la generación del 27 y de la generación del 36, de la que se erigió en valedor en una época difícil para la cultura, como fue la que siguió a la guerra civil. José Luis Cano vivió en el Madrid de la República, y allí conoció a Cernuda, Aleixandre o Neruda. Tras el conflicto, Cano estudia la obra de Aleixandre; más adelante publicará respecto a sus encuentros el diario Los cuadernos de Velintonia. Escribió las biografías de Federico García Lorca (1962) y Antonio Machado (1975).
José Luis Cano cofundó en 1947 la revista literaria Ínsula, que ha sido uno de los referentes para todos los amantes de la literatura en español durante la segunda mitad del siglo XX, y de 1983 a 1987, fue su director. Fue director de la colección Adonais de poesía, que otorga uno de los premios más prestigiosos en el campo de la poesía en español, el Premio Adonais.
En marzo de 1995, José Luis Cano y un grupo de amigos (entre los que se encontraba Alejandro Sanz, hoy presidente de la Asociación de Amigos de Vicente Aleixandre) iniciaron una importante campaña de protesta para denunciar el lamentable e incomprensible abandono institucional que padecía el histórico inmueble de Velintonia 3 desde la muerte del poeta y premio Nobel Vicente Aleixandre, en 1984. En dicha campaña se recogieron más de un centenar de firmas de prestigiosos poetas e intelectuales.
Como poeta, también cuenta con una obra destacada, entre la que podemos señalar Sonetos de la bahía (1942), Voz de la muerte (1945), Las alas perseguidas (1945), Otoño en Málaga y otros poemas (1955), Luz del tiempo (1962), Poesía. 1942-1962 (1964) o Poemas para Susana (1978).
El Ayuntamiento de Algeciras, en reconocimiento a su labor ha puesto su nombre a la Fundación Municipal de Cultura. En 2001 esta Fundación editó la Poesía completa de José Luis Cano y en 2002 reeditó Los cuadernos de Velintonia, ambos en edición de Alejandro Sanz.

## Obra seleccionada
- 1942 Sonetos de la bahía
- 1945 Voz de la muerte
- 1945 Las alas perseguidoras
- 1955 Otoño en Málaga y otros poemas
- 1962 Luz del tiempo
- 1964 Poesía. 1942-1962
- 1978 Poemas para Susana)
- La generación del 27
- Antonio Machado: biografía ilustrada
- Vicente Aleixandre
- Antología de la nueva poesía española
- García Lorca
- García Lorca: biografía ilustrada)